# Радиоактивное заражение в Гоянии

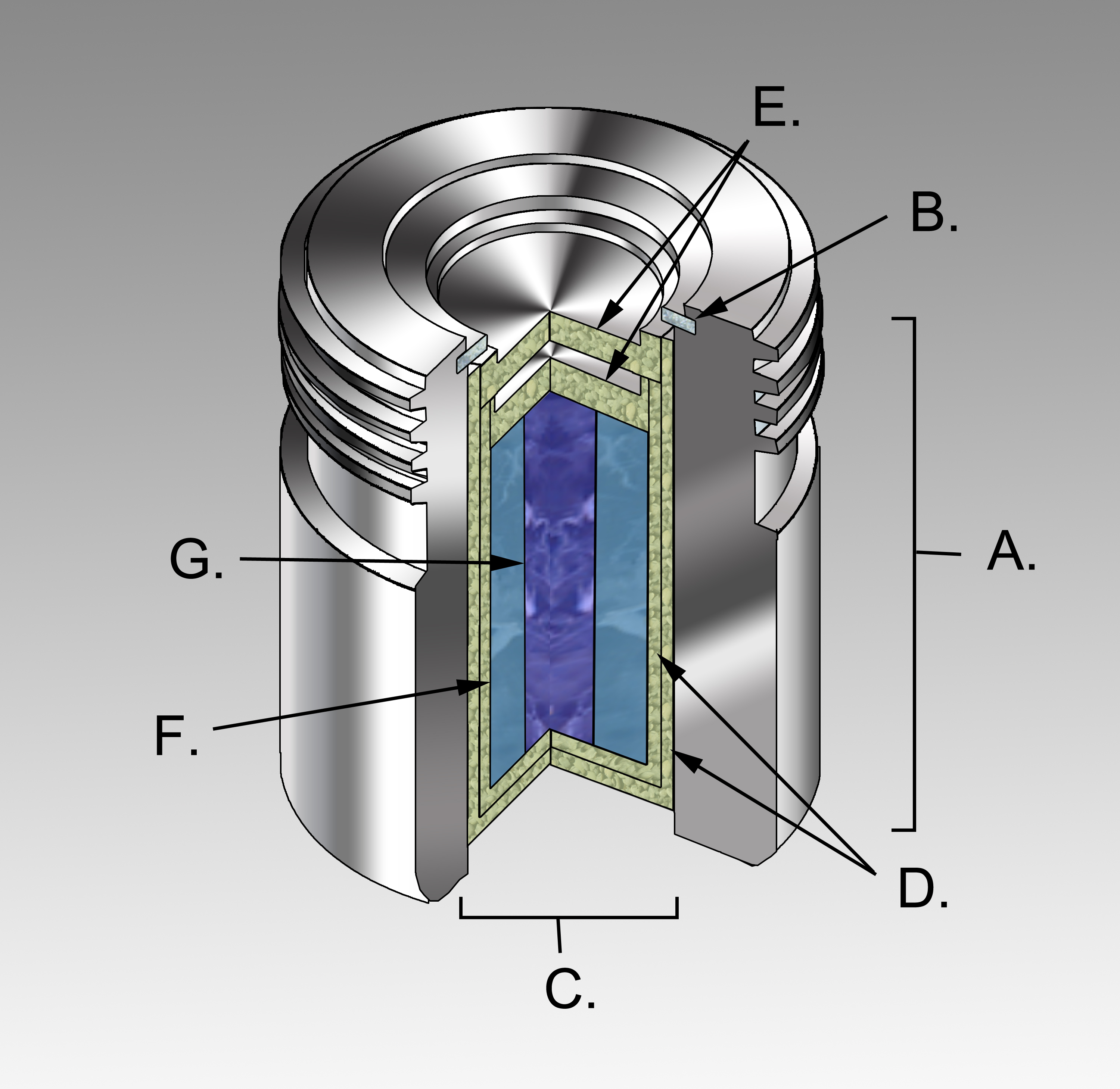
Структура радиотерапевтической капсулы, аналогичной фигурировавшей в инциденте:
A) внешняя оболочка (обычно свинцовая)
B) стопорное кольцо
C) «активная» часть капсулы
D) два вложенных контейнера из нержавеющей стали
E) затворы контейнеров из нержавеющей стали
F) внутренний защитный экран (обычно урановый или из вольфрамового сплава)
G) активное высокорадиоактивное вещество в форме цилиндра диаметром 30 мм. Чаще всего используется кобальт-60 или цезий-137

Радиоактивное заражение в Гоянии — случай радиоактивного заражения, произошедший в бразильском городе Гояния 13 сентября 1987 года, повлёкший скорую смерть четырёх человек и хроническую лучевую болезнь ещё нескольких человек.

## История
В 1985 году частная больница радиотерапии переезжала на другое место. Начались судебные прения с Обществом святого Викентия де Поля, владельцем земли, и последнее запретило вход в здание, несмотря на то, что там остался радиоактивный источник американского производства. Пока шли тяжбы, напротив здания стоял полицейский, периодически оставлявший свой пост.
В промежутке между 10 и 13 сентября 1987 года два вора, пользуясь отсутствием охраны, забрались в здание и похитили деталь из установки для радиотерапии, содержащую радиоактивный изотоп цезий-137 в виде хлорида цезия. Уже сняв деталь, они попали под излучение, получили симптомы, обратились к врачу, но так и не поняли, что с ними произошло. 18 сентября им стало легче, и они во дворе начали разбирать источник — пробили дыру, достали немного содержимого, приняли за порох и попробовали поджечь. Повреждённую капсулу передали на свалку.
Тем же вечером 18 сентября владелец свалки Девайр Феррейра через дыру в капсуле увидел свечение, принёс найденный медицинский источник радиоактивного излучения в свой дом и пригласил соседей, родственников и друзей посмотреть на светящийся голубым светом порошок. Мелкие фрагменты источника брали в руки, натирали ими кожу, передавали другим людям в качестве подарков, и в результате началось распространение радиоактивного загрязнения. В течение более чем двух недель с порошкообразным хлоридом цезия контактировали всё новые люди, и никто из них не знал о связанной с ним опасности.
Первой почувствовала себя плохо жена владельца свалки, Габриэла Мария Феррейра. В промежутке 21…23 сентября она обратилась к врачу, но также не поняла, что с ней произошло. Тем временем в промежутке 22…24 сентября два сотрудника свалки порезали пустую капсулу на свинец и продали в металлоприёмку. 26 сентября ещё двое сотрудников свалки снова проникли в заброшенную больницу и похитили 300-килограммовый свинцовый экран (это не опасно).
28 сентября несколько человек уже были серьёзно больны. Габриэла Мария Феррейра приказала одному из сотрудников свалки собрать всё, что есть, положила в полиэтиленовый пакет, а тот в сумку, и с сумкой на плече пошли в санстанцию; тот бок, на котором висела сумка, серьёзно пострадал. В санстанции предположили вспышку тропической болезни и отправили в инфекционную больницу. Там уже были пациенты со сходными симптомами, один из врачей созвонился с санстанцией и заподозрил облучение, тем более врачу из санстанции содержимое пакета напомнило части рентгеновского аппарата. Вызвали радиолога, на следующий день (29 сентября) он позаимствовал чувствительный геологический радиометр (до 30 мкГр/ч), под санстанцией включил его, и тот зашкалил. Радиолог заподозрил поломку, через два часа пришёл с новым прибором, и сразу стало понятно: в санстанции высокоактивный источник. Тем временем один из врачей вызвал пожарных, и радиолог едва успел убедить их не бросать источник в реку. А вот пакет оказался надёжным, и заражение в санстанции было незначительным.
В тот же день, 29 сентября, заработали силы гражданской обороны, начались допросы людей, и уже вечером на местном стадионе обнаружили первых потенциально заражённых. Их посадили в палатки на поле, но не решились мыть, чтобы не распространять радиацию. Процессом в числе прочих командовал тот самый радиолог, пока ночью на 30 сентября его не заменил экстренно прилетевший из Сан-Паулу специалист по атомным катастрофам, который и приказал заражённым помыться. На стадионе и создали штаб по катастрофе, там же на поле селили и других заражённых. 30 сентября территории, где было больше 250 мкР/ч, эвакуировали и оцепили.
Дальнейшие записи относятся к 3 октября — все задействованные были перегружены, к тому же сильная буря снесла палатки. Процессом активно интересовалась пресса, и через больницы прошло 130 тыс. человек, из них реально заражены были 249, около 20 лечились в стационаре и ещё столько же — амбулаторно. Весь город сначала облетели на вертолёте с радиометром, а потом объехали автомобилями. Источники воды оказались в порядке, только скважины неподалёку от свалки незначительно фонили. Из 85 заражённых домов семь пришлось разрушить.

## Последствия
В результате широкого распространения высокорадиоактивного порошка и его активного контактирования с различными предметами, накопилось большое количество загрязнённого радиацией материала, который в дальнейшем был захоронен на холмистой территории одного из предместий города, в так называемом приповерхностном хранилище. Эту территорию можно будет снова использовать только через 300 лет.
Авария в Гоянии привлекла международное внимание. До аварии 1987 года положения, регулирующие вопросы контроля распространения и перемещения радиоактивных веществ, используемых в медицине и промышленности во всём мире, были относительно слабыми. Но после инцидента в Гоянии отношение к этим вопросам было капитально пересмотрено. Впоследствии переработанные и дополненные нормативы и концепции стали реально внедряться на бытовом уровне, и за их соблюдением был установлен более жёсткий контроль. МАГАТЭ ввело строгие нормы безопасности для радиоактивных источников, разработку которых совместно спонсировали несколько международных организаций. Сегодня в Бразилии действует требование о лицензировании каждого источника, что позволяет прослеживать его жизненный цикл, вплоть до окончательного захоронения.
Учёные получили много информации по радиологическим авариям — последствия сверхдоз берлинской лазури, которую давали как противоядие от цезия, методы дезактивации территории. Так, деревья пришлось обрезать, а плоды — уничтожить, и это сработало. А вот лучший способ дезактивировать крышу — полностью перекрыть её. В промышленности решение, дезактивировать или уничтожить, зависит от стоимости предмета — в данном случае влияла и субъективная ценность: промежуточная свалка, заполненная фотографиями и игрушками, негативно влияла на публику, да и просто не хотелось уничтожать ценные вещи вроде украшений.
Корпус источника дезактивировали и выставили в спецучилище Рио-де-Жанейро (Школе специализированного инструктажа), в назидание будущим поколениям.
Начальство раковой клиники отдали под суд, но они отбились, и единственное, за что пришлось отвечать,— за плохое состояние здания (100 тыс. реалов). А вот Национальная комиссия по атомной энергии, которая не сумела отдать источник хозяевам, несмотря на жалобы, выплатила 1,3 млн реалов (около 750 тыс. $) компенсаций.
В фильме 2024 года «55-й элемент» используется опыт данной аварии, для предотвращения последствий аналогичного инцидента.

## Жертвы радиации
Умершие:
- Лейди дас Невис Феррейра (порт. Leide das Neves), 6 лет (6,0 Гр; 600 бэр), была дочерью Иво Феррейры (брата владельца свалки). Изначально, когда международная команда прибыла, чтобы лечить её, была размещена в изолированной палате больницы, так как персонал учреждения боялся находиться с ней рядом. У неё постепенно развились отёки в верхней части тела, произошла потеря волос, возникли повреждения почки и лёгкого, а также внутреннее кровотечение. Она умерла 23 октября 1987 года от «сепсиса и общей инфекции» («septicemia and generalized infection») в военно-морском госпитале Марсилиу Диас, в Рио-де-Жанейро. Она была похоронена на общественном кладбище в особом гробу из стекловолокна, предназначенном для предотвращения распространения радиации. В день похорон на кладбище были беспорядки, более тысячи человек протестовали против захоронения на общественном кладбище[4][5].
- Габриэла Мария Феррейра (порт. Maria Gabriela das Graças Ferreira), 38 лет (5,7 Гр; 550 бэр), жена владельца свалки Девайра Феррейры, заболела примерно через три дня после первого контакта с веществом. Её состояние ухудшилось, и у неё развились внутренние кровотечения, особенно в конечностях, глазах и желудочно-кишечном тракте, она страдала от потери волос. Она умерла 23 октября 1987 года, примерно через месяц после контакта.
- Израэль Батиста дус Сантус, 22 года (4,5 Гр; 450 бэр), был наёмным рабочим Девайра Феррейра и первым работал с радиоактивным источником, извлекая содержимое. У него развились серьёзные респираторные и лёгочные осложнения, умер через шесть дней после госпитализации, 27 октября 1987 года.
- Адмилсон Алвис ди Соуза, 18 лет (5,3 Гр; 500 бэр), также был рабочим у Девайра Феррейра и работал с радиоактивным источником. У него развилось повреждение лёгких, внутреннее кровотечение и повреждения сердца, умер 18 октября 1987 года.

Несколько десятков человек после событий находились на излечении, оба злополучных мародёра отделались ампутациями. Как минимум двоих журналисты рассматривали как косвенных жертв трагедии:
- Девайр Алвис Феррейра, чьё любопытство привело к трагедии, получил дозу облучения в 7 Грей, в результате чего у него полностью выпали волосы и были поражены различные органы. Не был осуждён, но считал себя основным виновником, впал в алкоголизм, что ещё сильнее ослабило его организм, и умер от рака в 1994 году.
- Иву Феррейра, отец умершей девочки Лейди, также получил сильное заражение. Был заядлым курильщиком, в результате чего умер от лёгочной эмфиземы в 2003 году.